# وتشلنا
وتشلنا (به لاتین: Včelná) یک منطقهٔ مسکونی در جمهوری چک است که در شهرستان چسکه بودیوویتسه واقع شده‌است. وتشلنا ۳٫۷۰ کیلومتر مربع مساحت و ۱٬۶۱۳ نفر جمعیت دارد و ۴۳۸ متر بالاتر از سطح دریا واقع شده‌است.